# Яма (индуизм)

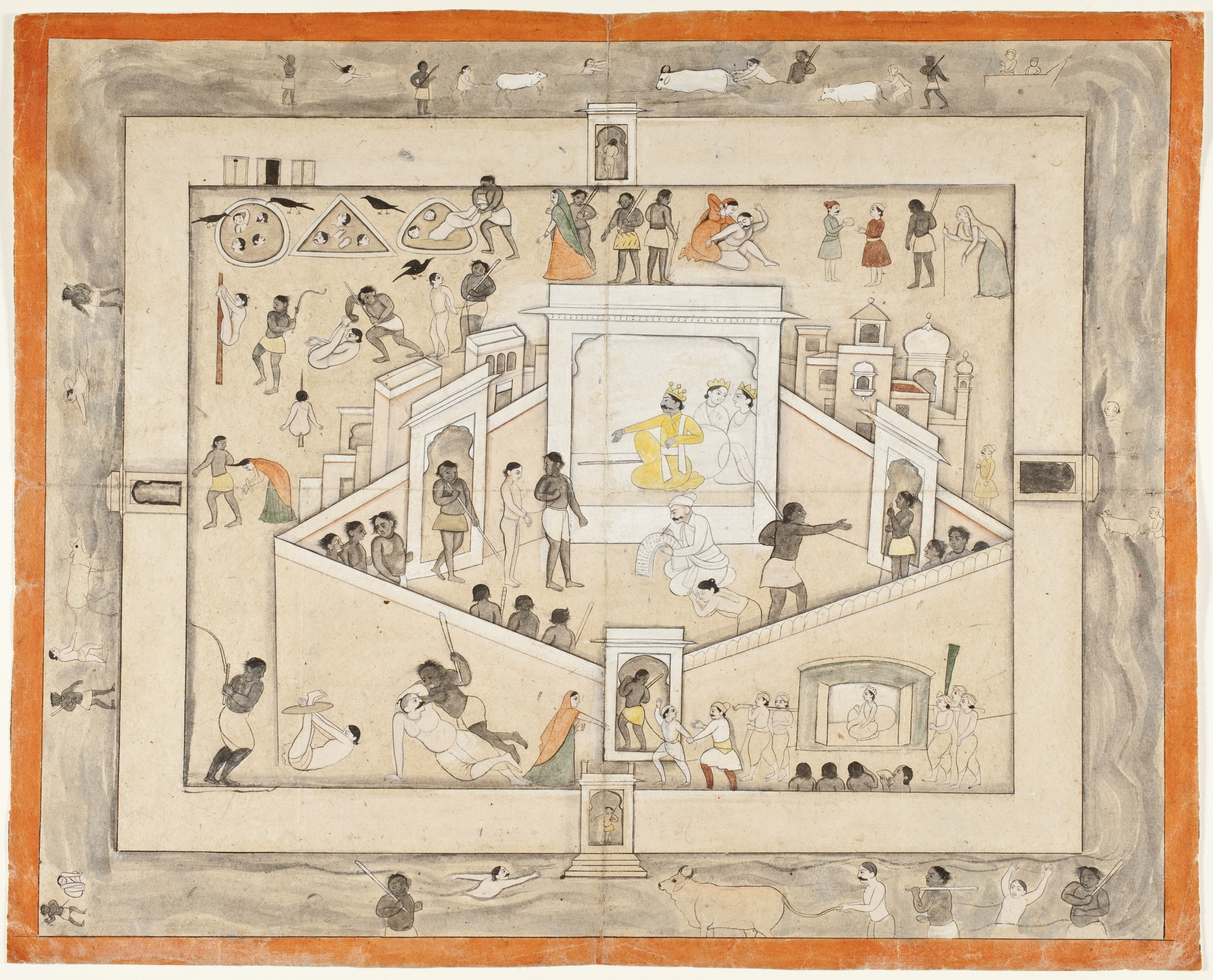
Двор Ямы, бога смерти. Индийская миниатюра, школа Гулер, ок. 1800 г., Музей искусства округа Лос-Анджелес.

Я́ма или Йа́ма (санскр. यम — «близнец») — бог смерти и справедливости в индуизме. Отказался от своего бессмертия и совершивший первое жертвоприношение (самопожертвование), которое стало основой возникновения мира и человечества; «Владыка преисподней», «Миродержец юга», «Царь смерти и справедливости».
По древнейшему натуралистическому представлению, это — бог Солнца, являющееся близнецом Луны. Яма называется братом Ями (или Йами). В Ведах сохранился диалог Ямы с его сестрой Ями, где та предлагает ему инцест, но он отказывается, мотивируя это близким родством; этот принцип впоследствии отражён в индийских правовых кодексах.
Солнечное значение Ямы выступает в некоторых гимнах Ригведы. Он представляется сыном Вивасвата (или Вивасванта), то есть рассветающего (дня), и Саранью, то есть убегающей (ночи), дочери Тваштара. Дневное видимое круговращение солнца служило древним индусам символом человеческой жизни. Как заходящее солнце, Яма являлся в их глазах царём подземного мира и пребывающих в нём умерших предков людей (питары).
По древнейшим понятиям индусов, в царстве Ямы умершие предки продолжают вести ту же жизнь, какую вели на земле, вкушая пищу и пользуясь чувственными наслаждениями. На дальнейшей ступени развития религиозной мысли Яма является уже мрачным, карающим богом смерти, который ходит по земле и намечает свои жертвы. Его сопровождают две страшные собаки, называемые его послами и уносящие обреченных на смерть людей.
По верованиям индусов, мимо врат царства Ямы протекает река Вайтарини, которая преграждает душам умерших путь в его подземное царство; воды реки зловонны и загрязнены человеческими костями, волосами и кровью.
Развиваясь в антропофизическом направлении, представление Ямы, как солнечного бога, перешло в представление о нём, как о первом умершем человеке, открывшем последующим поколениям людей путь в загробный мир. Особенно ярко это представление выражается в 14-м гимне Х мандалы Ригведы. Однако низведение Ямы на степень человека не заглушило и в позднейшей мифологии индусов божественности Ямы: он считается одним из 4-х или 8-и мирохранителей, наряду с великими богами Агни, Индрой и Варуной.
Сопровождается Читрагуптой.

## Эпитеты
- Антака — «Губитель»
- Дхармараджа — «Царь Справедливости»
- Самодержец
- Адский Князь, Загробный Царь
- Дхарма — «Держава», «Долг», «Закон»; персонифицированная ипостась Ямы-Дхармы.

## Отношения с другими божествами

### Жена и дети
Имена жён Ямы различаются от текста к тексту. В большинстве текстов, таких как «Махабхарата», «Вишну-пурана» и «Вишну-дхармоттара», говорится, что Яма женился на Дхуморне, также известной как Урмила. В других текстах, таких как Гаруда-пурана, его жена именуется Шьямалой. В некоторых текстах Яма изображается с тремя женами: Хема-малой, Сушилой и Виджаей. Наиболее подробный отчет о женитьбе Ямы можно найти в Бхавишья-пуране, где его женой является Виджая (иногда называемая Шьямалой), дочь женщины-брамина по имени Урмила.
Согласно Брахма-пуране, его старшую дочь зовут Сунита, и она мать царя Вены. В некоторых текстах упоминается дочь Ямы Собхавати, вышедшая замуж за Читрагупту. В Махабхарате Юдхиштхира, старший из пандавов, был сыном Дхармы, то есть Ямы.

### Отождествление с Дхармадевой
Яму обычно отождествляют с Дхармадевой, богом, олицетворяющим Дхарму. Однако в описаниях этих двух божеств есть несколько различий. Яма описывается как сын бога солнца Сурьи и его жены Саранью (или Саварны), а Дхарма родился из груди бога-создателя Брахмы. У Ямы упоминается только одна жена, а Дхарма женился на 10 или 13 дочерях бога Дакши.

## В популярной культуре
В дополнение к его изображению в фильмах и телевизионных адаптациях священных писаний, в том числе телесериалах, Яма также был изображен в кампаниях по безопасности дорожного движения в Индии, особенно для предупреждения об опасности езды на мотоциклах без шлемов. Дхармараджа был изображен как персонаж в «Звездной королеве» и «Короне желаний» Рошани Чокши. Яма Дхарма - персонаж романа «Князь Света» один из первых поколений колонистов с Земли, которые стали править над своими потомками, подобно Богам Индуистского пантеона. «Князь Света» (англ. Lord of Light; в некоторых русских переводах также «Бог Света») - американского писателя-фантаста Роджера Желязны, написаного в 1967 году.